# Menji
Menji – miasto w Kamerunie, w Regionie Południowo-Zachodnim, stolica departamentu Labialem.